# 5029 Ireland
5029 Ireland (1988 BL2) là một tiểu hành tinh vành đai chính được phát hiện ngày 24 tháng 1 năm 1988 bởi Shoemaker, C. S. ở Palomar.